# Sulenus vadoni
Sulenus vadoni är en skalbaggsart som beskrevs av Stefan von Breuning 1957. Sulenus vadoni ingår i släktet Sulenus och familjen långhorningar.
Artens utbredningsområde är Madagaskar. Inga underarter finns listade i Catalogue of Life.